# Saint-Pierre-de-Jards
Saint-Pierre-de-Jards is een gemeente in het Franse departement Indre (regio Centre-Val de Loire) en telt 120 inwoners (2009). De plaats maakt deel uit van het arrondissement Issoudun.

## Geografie
De oppervlakte van Saint-Pierre-de-Jards bedraagt 19,3 km², de bevolkingsdichtheid is dus 6,2 inwoners per km².
De onderstaande kaart toont de ligging van Saint-Pierre-de-Jards met de belangrijkste infrastructuur en aangrenzende gemeenten.

## Demografie
Onderstaande figuur toont het verloop van het inwonertal (bron: INSEE-tellingen).